# Melangyna olsujevi
Melangyna olsujevi är en tvåvingeart som först beskrevs av Violovitsh 1956.  Melangyna olsujevi ingår i släktet flickblomflugor, och familjen blomflugor. Inga underarter finns listade i Catalogue of Life.